# Rafael Guerra Ramos
Rafael Segundo Guerra Ramos (El Alacrán, Guárico, Venezuela, 21 de mayo de 1930) es un político y parlamentario venezolano. Fue dirigente del Partido Comunista de Venezuela (PCV) y miembro fundador del partido Movimiento al Socialismo (MAS), el cual abandonó en 1998 cuando la dirigencia de este partido apoyó la candidatura presidencial de Hugo Chávez, quien había recibido el repudio de Guerra Ramos en 1992 cuando intentó derrocar al entonces presidente Carlos Andrés Pérez.
De 1973 a 1993, mantuvo una intensa lucha desde el antiguo Congreso Nacional. A partir de 1999 ejerce una abierta oposición a los gobiernos de Chávez y Nicolás Maduro. También se ha desempeñado como presidente y vicepresidente de la Asociación de Parlamentarios Jubilados y del Instituto de Previsión Social del Parlamentario.

## Biografía
Hijo de los campesinos llaneros Marcos Guerra Rondón y Carmen Trinidad Ramos, Rafael Segundo Guerra Ramos nació en el pueblo El Alacrán en el estado Guárico. Tras la muerte de su madre, junto a su padre y su hermana Carmen Martina, se mudó en 1938 a Pariaguán, ubicada al sur del estado Anzoátegui. Allí terminó sus estudios de primaria y en 1946 su padre lo envió a Caracas donde realizó la secundaria, primero en  el Liceo Fermín Toro y luego en el Liceo Alcázar. También se graduó de contabilista en el Instituto de Contabilidad de Caracas. 
En 1959 contrajo matrimonio con Ana Orista Daza, de quien se divorció en 1985. En segunda nupcias se casó con Flor América Brandt en 1986. Guerra Ramos es padre de tres hijos: Boishe Rafael, Rafael y Olga Teresa.

### Carrera política

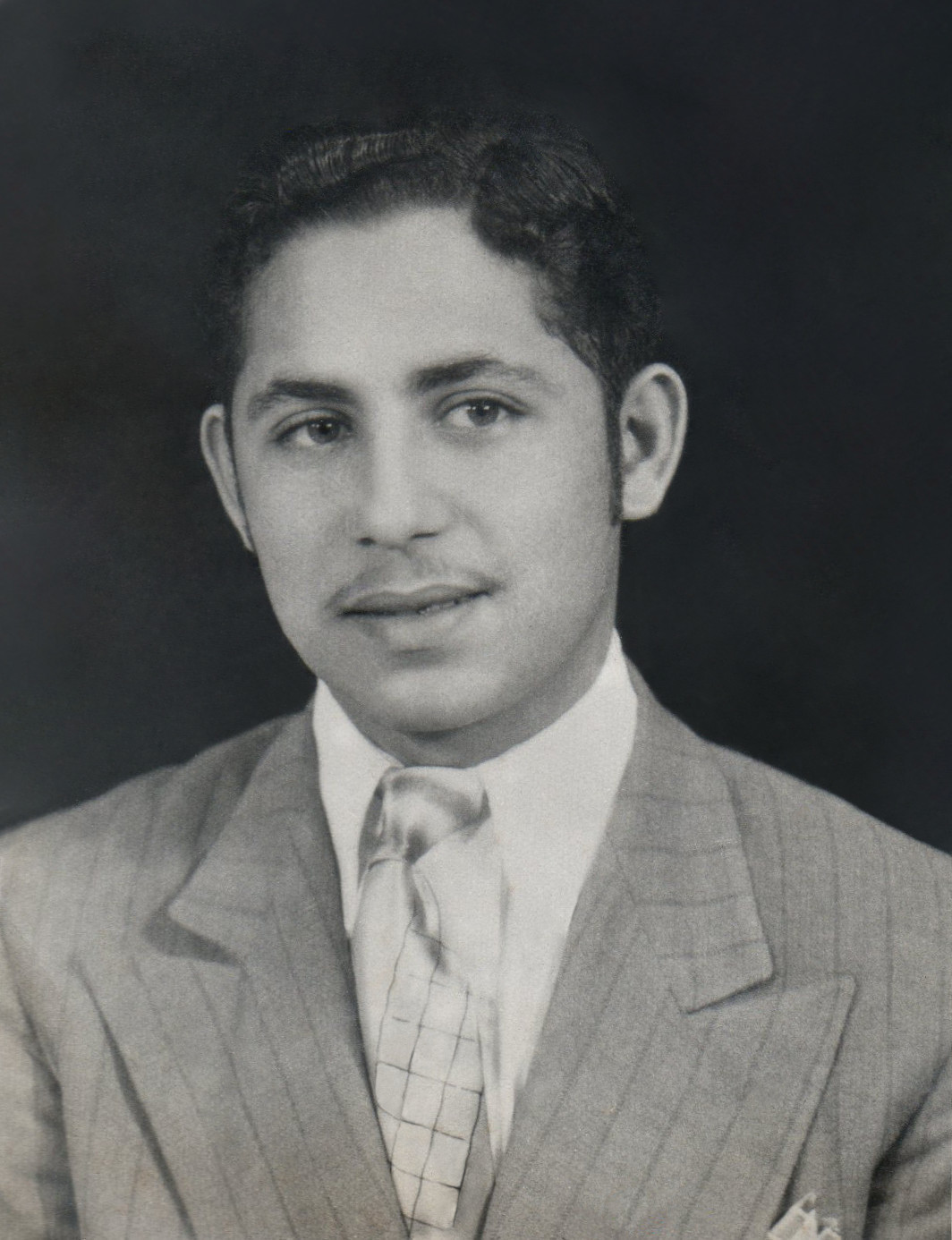
Rafael Guerra Ramos en 1952.

Apenas empezó sus estudios de secundaria en el liceo Fermín Toro de Caracas, Guerra Ramos se involucró en actividades cívicas, culturales  y políticas, resultando electo por su aula como diputado independiente de la  denominada República Fermintoriana, creada para impulsar la vida cultural en el plantel. Pero no fue sino hasta 1949 que inicia su militancia partidista, mediante su afiliación a la Juventud Comunista (JC).
Bajo la dictadura de Marcos Pérez Jiménez vivió persecución, tortura, cárcel, exilio y clandestinidad como militante del Partido Comunista. Su primera prisión  fue en 1952 en la sede de la Seguridad Nacional y la Cárcel Modelo de Propatria, y su segunda en 1953 también en «La Modelo» donde permaneció año y medio. Desde esta prisión fue exiliado a México en 1954. A finales de ese mismo año, a partir de una solicitud del Buró Político del PCV que requería de uno de sus militantes exiliados de mayor confianza para una misión secreta en un lugar de la frontera colombo-venezolana, Guerra Ramos se trasladó a la ciudad de Cúcuta donde vivió clandestinamente hasta 1956. En esta ciudad pudo construir un eficiente dispositivo de seguridad  que fue utilizado para sacar a numerosos militantes comunistas venezolanos hacia Colombia y otros países. 
En diciembre de 1955, ese aparato clandestino se utilizó para sacar a Pompeyo Márquez (en ese momento Secretario General encargado del PCV),  para asistir al XX Congreso del Partido Comunista de la Unión Soviética, el recordado congreso en el que el secretario general Nikita Jruschov presentó su informe ante la plenaria denunciando los crímenes cometidos por Stalin. 
Ya en Caracas, en 1957, el Buró Político del PCV le encarga a Guerra Ramos la misión de reorganizar el partido en el estado Lara. Bajo su dirección, se creó el Comité Regional Organizador del partido que trabajó  estrechamente con la Junta Patriótica que tuvo un papel fundamental en el derrocamiento de la dictadura de Pérez Jiménez.  
Con el regreso a la democracia y hasta su salida del PCV, Guerra Ramos continuó ejerciendo su liderazgo en Lara como Secretario General y Secretario de Organización. Cuando el partido decidió entrar a la lucha armada en 1961, Guerra Ramos se plegó a este hecho y pasó a colaborar en la organización de las guerrillas. Por estas actividades fue desaparecido y llevado nuevamente a prisión en 1966, primero en los calabozos del Palacio Blanco en Caracas, luego  en el cuartel militar de El Tocuyo y finalmente en la Cárcel Nacional de Maracaibo de la que salió libre ese mismo año, al emprender su propia defensa ante el Consejo de Guerra Permanente de esa ciudad.
Ante la invasión de la URSS a Checoslovaquia en agosto de 1968 y la proliferación de cuestionamientos al marxismo ortodoxo y al modelo soviético que se manifestaron dentro del PCV, Guerra Ramos asumió una posición crítica acerca de la estrategia guerrillera y sobre el presente y futuro del partido. De allí que en 1970, junto a dirigentes como Pompeyo Márquez y Teodoro Petkoff, se retirara del PCV y en 1971 pasa a ser uno de los miembros del Congreso Constituyente del Movimiento al Socialismo (MAS). En 1998 se retira del MAS cuando el partido decide apoyar la candidatura presidencial de Hugo Chávez.

### Actividad parlamentaria y años recientes
Guerra Ramos fue miembro principal de la primera Dirección Nacional del MAS y continuó su trabajo político-organizativo del partido en el estado Lara. Con el MAS participó por primera vez en las elecciones presidenciales y parlamentarias de diciembre de 1973, de la cual salió electo como diputado por la plancha del estado Lara. Fue escogido unánimemente, además, por la Dirección Nacional del MAS para asumir el cargo de primer Director de su Fracción Parlamentaria, posición que también ocupó en tres oportunidades posteriores, en 1978, 1990 y en 1991. 
Durante su larga trayectoria parlamentaria ejerció la Presidencia de las subcomisiones de Derechos Humanos, Asuntos Penitenciarios, Defensa y Turismo;  participó en varias investigaciones y delegaciones parlamentarias que representaron a Venezuela en el exterior. Luego de dejar la vida parlamentaria y el activismo partidista, Rafael Guerra Ramos se ha dedicado a la defensa de los derechos de los parlamentarios jubilados. Primero, como presidente de la Asociación de Parlamentarios Jubilados y luego, y hasta la actualidad, como vicepresidente del Instituto de Previsión Social del Parlamentario.
En 2017 la politóloga María Teresa Romero publicó el libro La lucha que no acaba. Vida política de Rafael Guerra Ramos, bajo el sello de El Estilete.